# Athirajendra Chola
Athirajendra Chola war im Jahr 1070 seinem Vater Virarajendra Chola auf den Thron gefolgt. Er regierte aber nur für wenige Monate als König der Chola. Seine kurze Regierungszeit war von sozialen Unruhen geprägt, in deren Verlauf er getötet wurde.  Mit seinem Tod ging die mittelalterliche Dynastie, die von Vijayalaya Chola in der zweiten Hälfte des 9. Jahrhunderts gegründet worden war, zu Ende. Sein Nachfolger wurde Prinz Rajiga bzw. Rajendra Chola aus der Chalukya-Seitenlinie der Cholas. Er bestieg als Kulothunga I. den Thron.

## Geschichtlicher Hintergrund
Durch die seit Rajaraja Chola eingeführte Heiratspolitik war es zu einer Annäherung der Östlichen Chalukya in Vengi mit der Chola-Dynastie gekommen, die einen Affront für die Westlichen Chalukya darstellte. Die Thronstreitigkeiten über Vengi arteten sollten letztendlich zu einem Stellvertreterkrieg zwischen den Chola und den Westlichen Chalukya ausarten.
Virarajendra Chola hatte sich im Jahr 1061 nach dem Tod des Vengi-Königs Rajaraja Narendra, der mütterlicherseits eng mit den Cholas verwandt war, in die Zwistigkeiten eingemischt. Durch eine Palastrevolte war jedoch Saktivarman II. auf den Thron gelangt, wurde aber auf Betreiben der Chola getötet. Vijayaditya, der Vater von Saktivarman, übernahm daraufhin die Herrschaft in Vengi und konnte die Versuche der Chola, ihn wieder zu stürzen, abwehren. Dennoch akzeptierte er schließlich den Status eines Vasallen gegenüber den Chola.
Der Versuch, vollkommene Kontrolle über Vengi zu erlangen, war somit gescheitert. Virarajendra fand jedoch in Vikramaditya (den späteren Vikramaditya VI.) einen wichtigen Chalukya-Verbündeten, da er ihn mit seiner Tochter verheiratet hatte.
Rajendra Chalukya (der spätere Kulothunga Chola I) war ein Sohn von Rajaraja Narendra und meldete nun seinerseits seine Ansprüche auf den Vengi-Thron an, da er der Ansicht war, dass Vijayaditya diesen usurpiert hatte. Er konnte sich aber  trotz Chola-Hilfe gegenüber Vijayaditya nicht durchsetzen. So zog er sich auf seine Ländereien im Baster Distrikt (Chhattisgarh) zurück und spielte auf Zeit. Die goldene Gelegenheit sollte sich mit dem Tod von Virarajendra und den dadurch entstandenen Wirren bieten. Ob er aber letztendlich für den Tod von Athirajendra verantwortlich gewesen ist, soll dahingestellt bleiben.

## Leben
Das Leben und die sehr kurze Regierungszeit Athirajendras werfen viele unbeantwortete Fragen auf. Sein Vater Virarajendra Chola hatte zwei Söhne Madhurantaka und Gangaikondachola. Es ist jedoch unbekannt, welcher der beiden schließlich als Athirajendra zum Thronfolger wurde. Ob Athirajendra verheiratet war und Kinder hatte liegt ebenfalls im Dunkeln.
Historische Aufzeichnungen oder Inschriften über Athirajendra sind so gut wie nicht vorhanden. In seinem literarischen Werk Vikramankadeva Charita berichtet der Chalukya-Autor Bilhana folgenden Hintergrund der Vorgänge: 

„Kurz nachdem Virarajendra Chola seine Tochter mit dem Herrscher der Chalukya Vikramaditya VI. vermählt hatte verstarb er. Nach seinem Tod kam es zu Aufständen im Chola-Reich, so dass Vikramaditya VI. eingriff und mit seinem Heer nach Kanchipuram marschierte, um die Revolten niederzuschlagen. Er zog dann weiter in die Hauptstadt nach Gangaikonda Cholapuram und inthronierte dort den Prinzen Athirajendra. Nachdem der Friede wieder hergestellt war blieb er noch einen Monat in der Hauptstadt und kehrte erst dann wieder ins Chalukya-Reich zurück.“

Nur wenige Tage nach seiner Rückkehr erhielt Vikramaditya VI. jedoch Nachrichten, dass in Gangaikonda Cholapuram erneut Unruhen ausgebrochen waren, in denen Athirajendra den Tod gefunden hatte. Er erfuhr ferner, dass Rajendra Chola den Thron usurpiert und sich als Kulothunga I. zum Herrscher der Chola aufgeschwungen hatte. Zusammen mit seinem Bruder Someshvara II. zog Vikramaditya VI. daraufhin erneut in die Hauptstadt der Cholas und es gelang ihnen Kulothunga (zeitweilig) wieder vom Thron zu verdrängen.

## Religiöser Hintergrund der Wirren
Es wurde bereits öfters der Versuch unternommen, die Wirren nach dem Tod von Virarajendra Chola mit den Verfolgungen von Ramanuja und seiner Anhänger von Seiten der Chola in Verbindung zu bringen. In manchen Biographien über Ramanuja wird angenommen, dass die Benachteiligungen von Virarajendra oder Athirajendra ausgegangen waren. Dem widersprechen jedoch der Chola-Spezialist K. A. N. Sastri und viele andere Biographen.